# Jochen Diestelmann
Jochen Diestelmann (* 3. Juni 1922 in Darmstadt; † 20. Januar 1983 in Ost-Berlin) war ein deutscher Schauspieler.

## Leben
Jochen Diestelmann studierte Schauspiel bei Mathias Wieman und Martin Hellberg. Nach seiner Rückkehr aus dem Zweiten Weltkrieg spielte er in Hannover und München Theater. Zu dieser Zeit begann er auch mit seiner Arbeit bei Film, Rundfunk und Synchronisation.
1955 kam er in die DDR und wurde zu einem häufig eingesetzten Nebendarsteller bei der DEFA und dem Deutschen Fernsehfunk.
Diestelmann arbeitete auch gelegentlich als Regieassistent, so für Horst E. Brandt (1968 beim Fernsehdreiteiler Krupp und Krause und 1970 bei KLK an PTX – Die Rote Kapelle), für Egon Günther (1973 beim Fernsehdreiteiler Erziehung vor Verdun) und Egon Schlegel (1977 beim Märchenfilm Wer reißt denn gleich vor’m Teufel aus).
Seine Ehefrau Hildegard Diestelmann (1920–1989) war ebenfalls Schauspielerin, der gemeinsame Sohn Stefan Diestelmann war in der DDR ein bekannter Bluesmusiker.

## Filmografie
- 1948: Der Herr vom andern Stern – Regie: Heinz Hilpert
- 1951: Entscheidung vor Morgengrauen (Decision Before Dawn) – Regie: Anatole Litvak
- 1954: Hänsel und Gretel – Regie: Walter Janssen
- 1954: Ein Mädchen aus Paris – Regie: Franz Seitz
- 1956: Thomas Müntzer – Ein Film deutscher Geschichte – Regie: Martin Hellberg
- 1956: Der Hauptmann von Köln – Regie: Slatan Dudow
- 1957: Wo du hingehst… – Regie: Martin Hellberg
- 1957: Spielbank-Affäre – Regie: Arthur Pohl
- 1957: Mazurka der Liebe – Regie: Hans Müller
- 1959: Senta auf Abwegen – Regie: Martin Hellberg
- 1959: Der kleine Kuno – Regie: Kurt Jung-Alsen
- 1959: Kabale und Liebe – Regie: Martin Hellberg
- 1959: Weimarer Pitaval: Der Fall Wandt (Fernsehreihe)
- 1959: Das Feuerzeug – Regie: Siegfried Hartmann
- 1960: Trübe Wasser – Regie: Louis Daquin
- 1960: Seilergasse 8 – Regie: Joachim Kunert
- 1960: Blaulicht (Fernsehreihe, Folge: Splitter) – Regie: Hans-Joachim Hildebrandt
- 1960: Leute mit Flügeln – Regie: Konrad Wolf
- 1960: Fünf Patronenhülsen – Regie: Frank Beyer
- 1960: Flucht aus der Hölle (TV) – Regie: Hans-Erich Korbschmitt
- 1960: Die schöne Lurette – Regie: Gottfried Kolditz
- 1960: Die heute über 40 sind – Regie: Kurt Jung-Alsen
- 1961: Die Liebe und der Co-Pilot – Regie: Richard Groschopp
- 1961: Der Fall Gleiwitz – Regie: Gerhard Klein
- 1961: Gewissen in Aufruhr (TV) – Regie: Günter Reisch & Hans-Joachim Kasprzik
- 1961: Christine und die Störche – Regie: Jiří Jahn
- 1961: Vielgeliebtes Sternchen (TV) – Regie: Rudi Kurz
- 1962: Die schwarze Galeere – Regie: Martin Hellberg
- 1962: Freispruch mangels Beweises – Regie: Richard Groschopp
- 1962: Tempel des Satans (TV) – Regie: Georg Leopold
- 1962: Minna von Barnhelm oder Das Soldatenglück – Regie: Martin Hellberg
- 1962: Die aus der 12b – Regie: Rudi Kurz
- 1962: Die letzte Chance (TV) – Regie: Hans-Joachim Kasprzik
- 1962: Geboren unter schwarzen Himmeln (TV) – Regie: Achim Hübner
- 1962: Das grüne Ungeheuer (TV) – Regie: Rudi Kurz
- 1963: Die Glatzkopfbande – Regie: Richard Groschopp
- 1963: Geheimarchiv an der Elbe – Regie: Kurt Jung-Alsen
- 1963: For Eyes Only – Regie: János Veiczi
- 1963: Nebel
- 1963: Karbid und Sauerampfer – Regie: Frank Beyer
- 1963: Drei Kriege (TV) – Regie: Norbert Büchner
- 1963: Carl von Ossietzky (TV) – Regie: Richard Groschopp
- 1963: Die rote Kamille (TV) – Regie: Lothar Bellag
- 1964: Das Lied vom Trompeter – Regie: Konrad Petzold
- 1964: Alaskafüchse – Regie: Werner W. Wallroth
- 1964: Doppelt oder nichts (TV, 2 Teile) – Regie: Günter Stahnke
- 1965: Wolf unter Wölfen (TV) – Regie: Hans-Joachim Kasprzik
- 1965: Solange Leben in mir ist – Regie: Günter Reisch
- 1965: König Drosselbart – Regie: Walter Beck
- 1965: Episoden vom Glück (TV) – Regie: Helmut Krätzig
- 1965: Der Nachfolger (TV) – Regie: Ingrid Sander
- 1966: Geheimkommando (TV) – Regie: Helmut Krätzig
- 1966: Das Tal der sieben Monde – Regie: Gottfried Kolditz
- 1967: Begegnungen (TV) – Regie: Georg Leopold & Konrad Petzold
- 1967: Die gefrorenen Blitze – Regie: János Veiczi
- 1968: Treffpunkt Genf (TV) – Regie: Rudi Kurz
- 1968: Der Streit um den Sergeanten Grischa (TV) – Regie: Helmut Schiemann
- 1968: Abschied – Regie: Egon Günther
- 1970: Meine Stunde Null – Regie: Joachim Hasler
- 1970: Jeder stirbt für sich allein (Fernsehfilm, 3 Teile) – Regie: Hans-Joachim Kasprzik
- 1971: Artur Becker (TV) – Regie: Rudi Kurz
- 1971: Salut Germain (TV-Serie) – Regie: Helmut Krätzig
- 1971: Husaren in Berlin – Regie: Erwin Stranka
- 1972: Trotz alledem! – Regie: Günter Reisch
- 1972: Die Bilder des Zeugen Schattmann (TV, 4 Teile) – Regie: Kurt Jung-Alsen
- 1972: Gefährliche Reise (TV, 6 Teile) – Regie: Hans-Joachim Hildebrandt
- 1972: Kriminalfälle ohne Beispiel: Der Fall Brühne-Ferbach (TV) – Regie: Hubert Hoelzke
- 1972: Die gestohlene Schlacht – Regie: Erwin Stranka
- 1973: Die Hosen des Ritters von Bredow – Regie: Konrad Petzold
- 1973: Die Brüder Lautensack (TV, 3 Teile) – Regie: Hans-Joachim Kasprzik
- 1973/76: Das unsichtbare Visier (TV) – Regie: Peter Hagen
- 1974: Hallo Taxi (TV) – Regie: Hans Knötzsch
- 1974: Die Frauen der Wardins (Fernseh-Dreiteiler)
- 1975: Lotte in Weimar – Regie: Egon Günther
- 1975: Mein blauer Vogel fliegt – Regie: Celino Bleiweiß
- 1976: Das Mädchen Krümel (TV-Serie) – Regie: Rainer Hausdorf
- 1976: Requiem für Hans Grundig (TV) – Regie: Achim Hübner
- 1976: Die Leiden des jungen Werthers – Regie: Egon Günther
- 1976: Absage an Viktoria (TV) – Regie: Celino Bleiweiß
- 1976: Heimkehr in ein fremdes Land (TV, 3 Teile) – Regie: Manfred Mosblech
- 1976: Sein letzter Fall (TV, 2 Teile) – Regie: Kurt Veth
- 1977: Wer reißt denn gleich vor’m Teufel aus – Regie: Egon Schlegel
- 1979: Die Birke da oben (TV) – Regie: Peter Vogel
- 1979: Chiffriert an Chef – Ausfall Nr. 5 – Regie: Helmut Dziuba
- 1979: Karlchen, durchhalten! (TV) – Regie: Siegfried Hartmann
- 1979: Polizeiruf 110: Die letzte Fahrt (TV-Reihe) – Regie: Manfred Mosblech
- 1979: Die Rache des Kapitäns Mitchell (TV) – Regie: Christa Mühl
- 1980: Archiv des Todes (TV) – Regie: Rudi Kurz
- 1980: Puppen für die Nacht (TV) – Regie: Christa Mühl
- 1980: Mein Vater Alfons – Regie: Hans Kratzert
- 1981: Märkische Forschungen – Regie: Roland Gräf
- 1981: Suturp – Eine Liebesgeschichte (TV) – Regie: Gerd Keil
- 1982: Hotel Polan und seine Gäste (TV) – Regie: Horst Seemann
- 1982: Der Aufenthalt – Regie: Frank Beyer
- 1983: Die Schüsse der Arche Noah – Regie: Egon Schlegel

## Synchronrollen (Auswahl)
- 1957: Vilem Besser als Jira in Jan Hus